# Rokkasho, Aomori
Rokkasho (六ヶ所村 Rokkasho-mura) là một ngôi làng thuộc huyện Kamikita, tỉnh Aomori, Nhật Bản. Tính đến ngày 1 tháng 10 năm 2020, dân số ước tính ngôi làng là 10.367 người và mật độ dân số là 41 người/km2. Tổng diện tích ngôi làng là 252,68 km2.

## Địa lý

### Đô thị lân cận
- Tỉnh Aomori
  - Misawa
  - Huyện Shimokita
    - Higashidōri

  - Huyện Kamikita
    - Yokohama
    - Noheji
    - Tōhoku

### Khí hậu
| Dữ liệu khí hậu của Rokkasho, Aomori     | Dữ liệu khí hậu của Rokkasho, Aomori | Dữ liệu khí hậu của Rokkasho, Aomori | Dữ liệu khí hậu của Rokkasho, Aomori | Dữ liệu khí hậu của Rokkasho, Aomori | Dữ liệu khí hậu của Rokkasho, Aomori | Dữ liệu khí hậu của Rokkasho, Aomori | Dữ liệu khí hậu của Rokkasho, Aomori | Dữ liệu khí hậu của Rokkasho, Aomori | Dữ liệu khí hậu của Rokkasho, Aomori | Dữ liệu khí hậu của Rokkasho, Aomori | Dữ liệu khí hậu của Rokkasho, Aomori | Dữ liệu khí hậu của Rokkasho, Aomori | Dữ liệu khí hậu của Rokkasho, Aomori |
| Tháng                                    | 1                                    | 2                                    | 3                                    | 4                                    | 5                                    | 6                                    | 7                                    | 8                                    | 9                                    | 10                                   | 11                                   | 12                                   | Năm                                  |
| ---------------------------------------- | ------------------------------------ | ------------------------------------ | ------------------------------------ | ------------------------------------ | ------------------------------------ | ------------------------------------ | ------------------------------------ | ------------------------------------ | ------------------------------------ | ------------------------------------ | ------------------------------------ | ------------------------------------ | ------------------------------------ |
| Cao kỉ lục °C (°F)                       | 10.9 (51.6)                          | 16.6 (61.9)                          | 20.6 (69.1)                          | 29.1 (84.4)                          | 30.3 (86.5)                          | 34.1 (93.4)                          | 34.2 (93.6)                          | 34.4 (93.9)                          | 33.7 (92.7)                          | 28.6 (83.5)                          | 23.7 (74.7)                          | 18.2 (64.8)                          | 34.4 (93.9)                          |
| Trung bình ngày tối đa °C (°F)           | 1.2 (34.2)                           | 1.9 (35.4)                           | 5.7 (42.3)                           | 12.3 (54.1)                          | 17.2 (63.0)                          | 19.9 (67.8)                          | 23.4 (74.1)                          | 25.3 (77.5)                          | 22.7 (72.9)                          | 17.2 (63.0)                          | 10.5 (50.9)                          | 3.8 (38.8)                           | 13.4 (56.2)                          |
| Trung bình ngày °C (°F)                  | −1.5 (29.3)                          | −1.2 (29.8)                          | 1.9 (35.4)                           | 7.3 (45.1)                           | 12.1 (53.8)                          | 15.4 (59.7)                          | 19.4 (66.9)                          | 21.3 (70.3)                          | 18.4 (65.1)                          | 12.6 (54.7)                          | 6.5 (43.7)                           | 0.8 (33.4)                           | 9.4 (48.9)                           |
| Tối thiểu trung bình ngày °C (°F)        | −4.4 (24.1)                          | −4.4 (24.1)                          | −1.9 (28.6)                          | 2.8 (37.0)                           | 7.9 (46.2)                           | 12.0 (53.6)                          | 16.5 (61.7)                          | 18.3 (64.9)                          | 14.8 (58.6)                          | 8.2 (46.8)                           | 2.6 (36.7)                           | −2.2 (28.0)                          | 5.8 (42.5)                           |
| Thấp kỉ lục °C (°F)                      | −12.1 (10.2)                         | −12.6 (9.3)                          | −10.9 (12.4)                         | −5.3 (22.5)                          | 0.5 (32.9)                           | 3.7 (38.7)                           | 8.9 (48.0)                           | 9.8 (49.6)                           | 4.8 (40.6)                           | −0.8 (30.6)                          | −7.8 (18.0)                          | −11.8 (10.8)                         | −12.6 (9.3)                          |
| Lượng Giáng thủy trung bình mm (inches)  | 106.4 (4.19)                         | 81.0 (3.19)                          | 74.2 (2.92)                          | 68.4 (2.69)                          | 93.8 (3.69)                          | 108.4 (4.27)                         | 151.4 (5.96)                         | 176.8 (6.96)                         | 169.8 (6.69)                         | 130.6 (5.14)                         | 105.0 (4.13)                         | 125.4 (4.94)                         | 1.410,6 (55.54)                      |
| Số ngày giáng thủy trung bình (≥ 1.0 mm) | 19.6                                 | 15.9                                 | 13.5                                 | 10.6                                 | 10.8                                 | 10.1                                 | 12.2                                 | 12.4                                 | 11.7                                 | 12.4                                 | 15.2                                 | 19.3                                 | 163.7                                |
| Số giờ nắng trung bình tháng             | 70.7                                 | 90.8                                 | 159.4                                | 194.6                                | 201.4                                | 161.3                                | 131.9                                | 149.7                                | 158.1                                | 158.6                                | 106.3                                | 70.2                                 | 1.645,6                              |
| Nguồn: Cục Khí tượng Nhật Bản            |                                      |                                      |                                      |                                      |                                      |                                      |                                      |                                      |                                      |                                      |                                      |                                      |                                      |